# Palet de Gargantua (Brizay)
Pour les articles homonymes, voir Palet de Gargantua.
Le Palet de Gargantua, appelé aussi dolmen des Brélandières,  est un dolmen situé sur la commune de Brizay dans le département de l'Indre-et-Loire.

## Description
Le dolmen est constitué d'une table de couverture mesurant 2,60 m de long sur 2,20 m de large qui repose sur deux orthostates côté gauche (de respectivement 1,20 m et 1,10 m de long sur 0,80 m de haut) et un seul côté droit (1 m de long sur 0,80 m de haut). Un bloc de pierre est visible à l'intérieur de la chambre et pourrait correspondre à un ancien support. Toutes les dalles sont en grès.